# Pěšcová struktura
Termínem pěšcová struktura se v šachu rozumí uspořádání pěšců na šachovnici, někdy je též nazývána „pěšcová kostra“. Jedná se o jeden ze zásadních faktorů pozice a vždy ovlivňuje plán hry. Uspořádání pěšců je oproti uspořádání ostatních figur relativně statické a neměnné (pěšec nemůže dozadu, pohybuje se pomalu a lze ho snadno zablokovat), proto si vrcholoví šachisté dávají pozor na jakékoliv tahy pěšci. První, kdo se zabýval pěšcovou strukturou, byl šachista a hudebník François-André Danican Philidor (1726–1795), s jeho průzkumem pěšcové struktury souvisí i jeho slavný výrok „pěšci jsou duší šachové hry“.

## Dělení pěšců
Pokud chceme zkoumat pěšcovou strukturu jako celek, musíme nejprve prozkoumat jednotlivé pěšce, u nichž zjišťujeme:
1. Jak daleko jsou postouplé (jak daleko od startovní řady se nacházejí) – ve většině případů jsou tím lepší, čím jsou blíže poli proměny.
2. Postavení vzhledem k ostatním pěšcům:
  - Pokud jsou dva pěšci na jednom sloupci, pak takové pěšce nazýváme dvojpěšcem.
  - Pokud na sousedních sloupcích není pěšec stejné barvy, pak takového pěšce nazýváme izolovaným pěšcem.
  - Pokud je na alespoň jednom ze sousedních polích pěšec a zároveň je za dotyčným pěšcem, pak je dotyčný pěšec krytý pěšec.
  - Pokud je na alespoň jednom ze sousedních polích pěšec a zároveň je před dotyčným pěšcem, pak je dotyčný pěšec opožděný pěšec.
  - Pokud jsou dva pěšci na sousedním sloupci, na stejné řadě a jsou napadáni, pak je nazýváme visacími pěšci.
  - Pokud na sloupci před pěšcem, ani na dvou sousedních sloupcích není žádný pěšec opačné barvy, pak ho nazýváme volným pěšcem.

## Časté pěšcové struktury
Pro některé časté pěšcové struktury má šachová teorie pojmenování a vypracované typické plány:
- Dračí formace
- Ježek
- Karlovarská struktura
- Malé centrum
- Maroczyho výstavba
- Stonewall
- Zablokovaný střed

## Doporučená literatura
- AARON, Nimcovič, Můj systém. ŠACHinfo 1999, přeložil Vladimír Kudrna
- HORA, Vratislav: Tarrasch – učitel šachových generací. Frýdek-Místek 1992
- HORA, Vratislav: Typové pozice, Metodické materiály – Středolesí 1997
- HRABĚ, Jaroslav: Izolovaný pěšec. Frýdek-Místek 1990
- ZÁVODNÝ, Zdeněk: Metodický dopis. Dvojpěšci. Praha 1987